# Blink-182 (Album)
blink-182 ist das fünfte Studioalbum der US-amerikanischen Pop-Punk-Band blink-182. Produziert von Jerry Finn wurde es im Jahr 2003 vom Plattenlabel Geffen Records veröffentlicht und stellt damit das letzte veröffentlichte Album vor dem Hiatus der Band (2005–2009) dar. Nicht vollkommen klar ist, ob blink-182 tatsächlich der Name des Albums ist oder ob auf dem Cover lediglich der Bandname abgebildet ist. So sprechen die Bandmitglieder teilweise vom „unbenannten Album“.

## Hintergrund
Das Album kennzeichnet einen Abschied von blink-182's früheren Arbeiten und erhielt überwiegend positive Rezensionen der Musikkritiker. Beachtet wurde vor allem die Kollaboration mit dem Cure-Sänger Robert Smith, der bei dem Titel All of This mitwirkte. Vier Singles, welche aus dem Album ausgekoppelt wurden – Feeling This, I Miss You, Down und Always – erschienen ebenso auf dem Album Greatest Hits.
Es handelt sich um ein klassisches Konzeptalbum. So durchzieht nicht nur alle Musikstücke der „rote Faden“ einer im Vergleich zu früheren Werken melancholischeren Grundstimmung und der vermehrten Ansprache ernster bzw. emotionaler Themen, es besteht auch textlich sowie musikalisch ein enger Zusammenhang zwischen den einzelnen Liedern: Insgesamt existiert ein harmonischer Fluss durch das gesamte Werk, so findet sich zwischen Down und Go, denen zwar die textliche, nicht aber die melodische Grundstimmung gemein ist, das instrumentale Zwischenspiel The Fallen Interlude, während die beiden Songs Easy Target und All of This nahtlos ineinander übergehen, indem das Endmotiv des vorgehenden als Anfangsbeat des nachfolgenden verwendet wird.
Auf der Album-CD findet sich als Bonustrack eine Live-Version des Lieds Anthem Part Two, dessen Originalversion in Take Off Your Pants and Jacket erschien.

## Titelliste
Das Album wurde von Jerry Finn (Titel 1–6,8–14) und Sick Jacken (7) produziert. Die Aufnahme übernahm Ryan Hewitt. Gemixt wurden die Lieder von Jerry Finn (1, 7, 9, 13), Tom Lord‐Alge (2, 6, 12), Andy Wallace (3–5, 8, 11) und Ryan Hewitt (10, 14).
| Nr.          | Titel                                                               | Autor(en)                                              | Leadgesang            | Länge |
| ------------ | ------------------------------------------------------------------- | ------------------------------------------------------ | --------------------- | ----- |
| 1.           | Feeling This                                                        | Mark Hoppus, Tom DeLonge & Travis Barker               | DeLonge, Hoppus       | 2:53  |
| 2.           | Obvious                                                             | Mark Hoppus, Tom DeLonge & Travis Barker               | DeLonge               | 2:43  |
| 3.           | I Miss You                                                          | Mark Hoppus, Tom DeLonge & Travis Barker               | DeLonge, Hoppus       | 3:47  |
| 4.           | Violence (inkl. Stockholm Syndrome Interlude (Pregap Hidden Track)) | Mark Hoppus, Tom DeLonge & Travis Barker               | DeLonge               | 5:20  |
| 5.           | Stockholm Syndrome                                                  | Mark Hoppus, Tom DeLonge & Travis Barker               | Hoppus                | 2:42  |
| 6.           | Down                                                                | Mark Hoppus, Tom DeLonge & Travis Barker               | DeLonge               | 3:03  |
| 7.           | The Fallen Interlude                                                | Travis Barker & Jack R. Gonzalez                       | Instrumental          | 2:13  |
| 8.           | Go                                                                  | Mark Hoppus, Tom DeLonge & Travis Barker               | Hoppus                | 1:53  |
| 9.           | Asthenia                                                            | Mark Hoppus, Tom DeLonge & Travis Barker               | DeLonge               | 4:20  |
| 10.          | Always                                                              | Mark Hoppus, Tom DeLonge & Travis Barker               | DeLonge               | 4:12  |
| 11.          | Easy Target                                                         | Mark Hoppus, Tom DeLonge & Travis Barker               | DeLonge, Hoppus       | 2:20  |
| 12.          | All of This                                                         | Mark Hoppus, Tom DeLonge, Travis Barker & Robert Smith | Robert Smith, DeLonge | 4:40  |
| 13.          | Here’s Your Letter                                                  | Mark Hoppus, Tom DeLonge & Travis Barker               | Hoppus                | 2:55  |
| 14.          | I’m Lost Without You                                                | Mark Hoppus, Tom DeLonge & Travis Barker               | DeLonge               | 6:22  |
| Gesamtlänge: | Gesamtlänge:                                                        | Gesamtlänge:                                           | Gesamtlänge:          | 49:23 |

## Singleauskopplungen
| Jahr | Titel        | Höchstplatzierung, Gesamtwochen, AuszeichnungChartplatzierungen (Jahr, Titel, , Platzierungen, Wochen, Auszeichnungen, Anmerkungen) | Höchstplatzierung, Gesamtwochen, AuszeichnungChartplatzierungen (Jahr, Titel, , Platzierungen, Wochen, Auszeichnungen, Anmerkungen) | Höchstplatzierung, Gesamtwochen, AuszeichnungChartplatzierungen (Jahr, Titel, , Platzierungen, Wochen, Auszeichnungen, Anmerkungen) | Höchstplatzierung, Gesamtwochen, AuszeichnungChartplatzierungen (Jahr, Titel, , Platzierungen, Wochen, Auszeichnungen, Anmerkungen) | Höchstplatzierung, Gesamtwochen, AuszeichnungChartplatzierungen (Jahr, Titel, , Platzierungen, Wochen, Auszeichnungen, Anmerkungen) | Höchstplatzierung, Gesamtwochen, AuszeichnungChartplatzierungen (Jahr, Titel, , Platzierungen, Wochen, Auszeichnungen, Anmerkungen) | Anmerkungen                                                  |
| Jahr | Titel        | DE | AT | CH | UK | US | Rock | Anmerkungen                                                  |
| ---- | ------------ | --- | --- | --- | --- | --- | --- | ------------------------------------------------------------ |
| 2003 | Feeling This | DE49 (8 Wo.)DE | AT65 (2 Wo.)AT | CH60 (3 Wo.)CH | UK15 Silber · (10 Wo.)UK | US— GoldUS | — | Erstveröffentlichung: 2. Oktober 2003 Verkäufe: + 700.000    |
| 2004 | I Miss You   | DE32 Gold · (9 Wo.)DE | AT41 (8 Wo.)AT | CH51 (5 Wo.)CH | UK8 ×2Doppelplatin · (14 Wo.)UK | US42 Gold · (20 Wo.)US | — | Erstveröffentlichung: 16. Februar 2004 Verkäufe: + 1.955.000 |
| 2004 | Down         | DE76 (3 Wo.)DE | AT59 (3 Wo.)AT | — | UK24 (4 Wo.)UK | — | — | Erstveröffentlichung: 21. Juni 2004                          |
| 2004 | Always       | DE96 (2 Wo.)DE | — | — | UK36 Silber · (4 Wo.)UK | — | — | Erstveröffentlichung: 1. November 2004 Verkäufe: + 200.000   |

grau schraffiert: keine Chartdaten aus diesem Jahr verfügbar

## Rezensionen
Stefan Friedrich stellte in einem Review auf laut.de fest, dass blink-182 mit ihrem selbstbetitelten Album „vermutlich wieder die Massen spalten“ werde, was aber diesmal auf eine andere Art und Weise geschehe, da die Band erwachsen geworden sei. Anfangs verlaufe die Platte „noch in den gewohnt eingängigen und melodieseeligen Bahnen“, aber ab Violence verirrten „sich dann aber immer öfter vollkommen Blink-untypische Stellen in die Songs, wie beispielsweise ruhige Piano-Parts“ sowie „Spoken Word-Bröckchen“ ohne ihre Ohrwurmtauglichkeit zu verlieren. Doch „auch wenn die Songstrukturen inzwischen über das 0815-Schema herausgehen, so bleibt die Leichtigkeit von Blink die meiste Zeit über erhalten, wie z. B. bei Go, Asthenia oder Always“. Die Kollaboration mit Robert Smith bezeichnet Friedrich als die unglaublichste seit Jahren. All of This sei „eine angenehme Symbiose aus Cure und Blink 182, die erstaunlicherweise funktioniert und die ein gutes Beispiel für die neuen Blink liefert“.
Ebenso bescheinige Armin Linder in plattentests.de der Band zunehmende Reife. Das sei zwar „immer noch keine Neuerfindung der Rockmusik“, aber „die drei wollen nicht länger mit dem Kopf durch die Wand, mit der Hand in die Hose oder mit der Zunge unter den Rock.“ Sie hätten es geschafft „erwachsen zu werden“ und „die überraschend spaßfreien Texte rechtfertigen nicht einmal das Parental Advisory-Logo.“ Das Tempo liege „bei rund der Hälfte der Tracks weit unter der gewohnten Punkrock-Geschwindigkeit“. Das klinge „im schlimmsten Falle nach durchaus hörbaren Kollegen wie A oder Eve 6. Im besten nach einer fähigen Rockband mit unfähigen Sängern“. Der Band sei mit dem Album eine Überraschung gelungen, was mehr „Niveau hat als alle vorigen Blink 182-Alben zusammen“.

## Kommerzieller Erfolg

### Chartplatzierungen
| ChartsChartplatzierungen       | Höchstplatzierung | Wochen |
| ------------------------------ | ----------------- | ------ |
| Deutschland (GfK)              | 14 (25 Wo.)       | 25     |
| Österreich (Ö3)                | 16 (21 Wo.)       | 21     |
| Schweiz (IFPI)                 | 17 (21 Wo.)       | 21     |
| Vereinigte Staaten (Billboard) | 3 (47 Wo.)        | 47     |
| Vereinigtes Königreich (OCC)   | 22 (46 Wo.)       | 46     |

| ChartsJahrescharts (2004)      | Platzierung |
| ------------------------------ | ----------- |
| Vereinigte Staaten (Billboard) | 23          |
| Vereinigtes Königreich (OCC)   | 84          |

### Auszeichnungen für Musikverkäufe
| Land/Region                  | Auszeichnungen für Musikverkäufe (Land/Region, Auszeichnung, Verkäufe) | Verkäufe  |
| ---------------------------- | ---------------------------------------------------------------------- | --------- |
| Argentinien (CAPIF)          | Gold                                                                   | 20.000    |
| Australien (ARIA)            | 2× Platin                                                              | 140.000   |
| Brasilien (PMB)              | Gold                                                                   | 50.000    |
| Deutschland (BVMI)           | Gold                                                                   | 100.000   |
| Kanada (MC)                  | 2× Platin                                                              | 200.000   |
| Mexiko (AMPROFON)            | Gold                                                                   | 50.000    |
| Neuseeland (RMNZ)            | Platin                                                                 | 15.000    |
| Vereinigte Staaten (RIAA)    | Platin                                                                 | 2.200.000 |
| Vereinigtes Königreich (BPI) | Platin                                                                 | 300.000   |
| Insgesamt                    | 4× Gold · 7× Platin ·                                                  | 3.075.000 |

Hauptartikel: Blink-182/Auszeichnungen für Musikverkäufe